# De Tomaso Mangusta
El De Tomaso Mangusta es un automóvil deportivo producido por el fabricante de automóviles italiano De Tomaso entre 1967 y 1971. Fue sucedido por el De Tomaso Pantera.

## Especificaciones

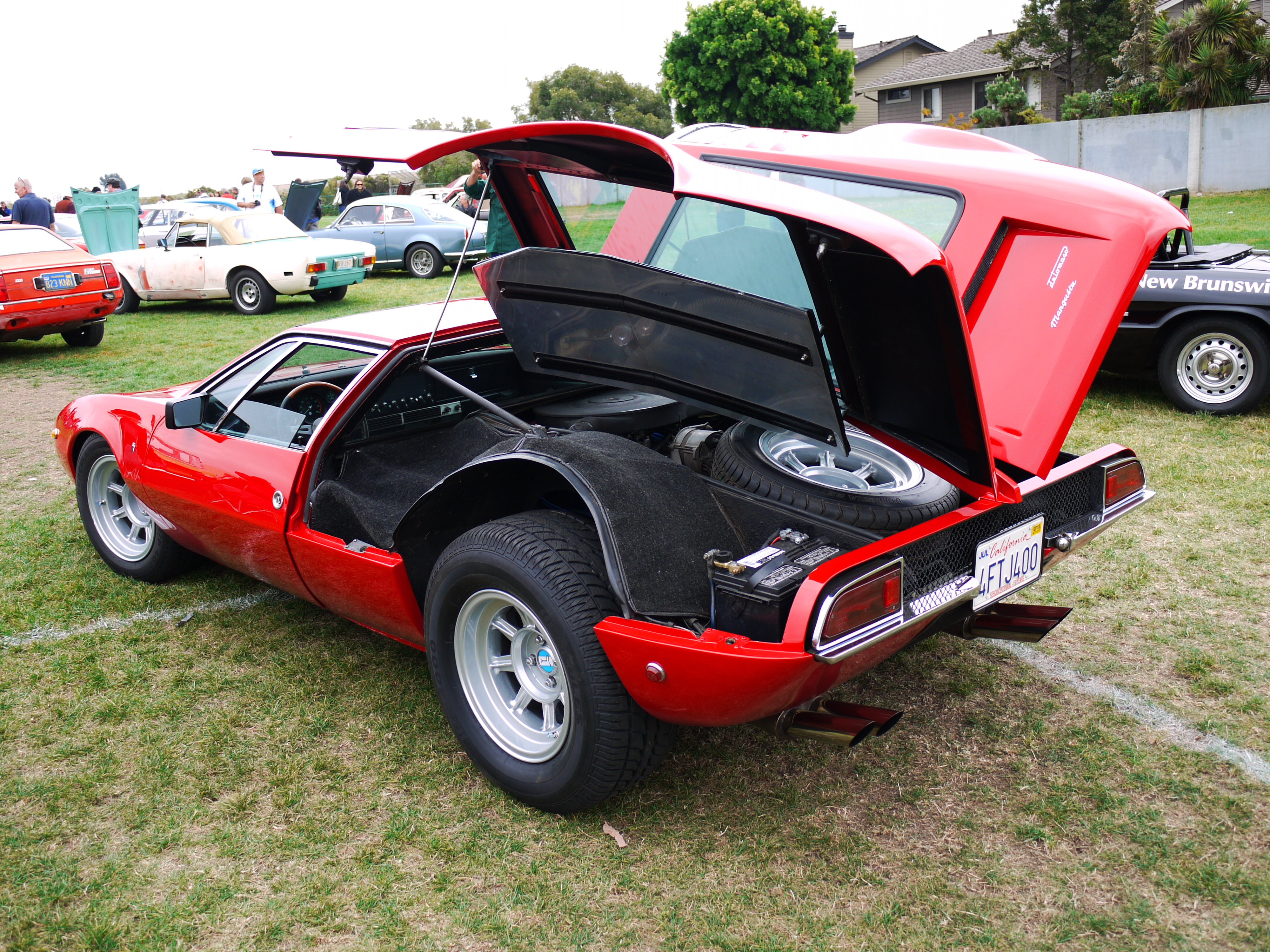
El De Tomaso Mangusta presentaba puertas de ala de gaviota que cubrían tanto el motor como el maletero.

El Mangusta fue diseñado por Giorgetto Giugiaro, cuyo punto culminante principal es un capó de dos secciones con bisagras centrales que se abría como si fueran puertas con alas de gaviota. Las primeras versiones europeas estaban equipadas con un motor Ford 289 V8 de 305 hp (227 kW) montado en el centro, impulsado a través de una transmisión ZF de 5 velocidades; pero para casi todos los Mangusta, tanto de Europa como de América del Norte, se utilizó un Ford 302 V8 "Código J" de 230 hp (170 kW) sin modificar. Se instalaron frenos de disco Girling y suspensión independiente, dirección de piñón y cremallera, aire acondicionado y elevalunas eléctricos, por delante de otros fabricantes en ese momento. El periodista Paul Frère afirmó que alcanzó una velocidad máxima de 250 km/h (155 mph) en el Mangusta.
El Mangusta era relativamente económico para la época, pero con una distribución de peso delantera/trasera 44/56, supuestamente sufría problemas de estabilidad y mal manejo. El habitáculo del vehículo también era estrecho y tenía una distancia al suelo extremadamente reducida.